# Allison 250

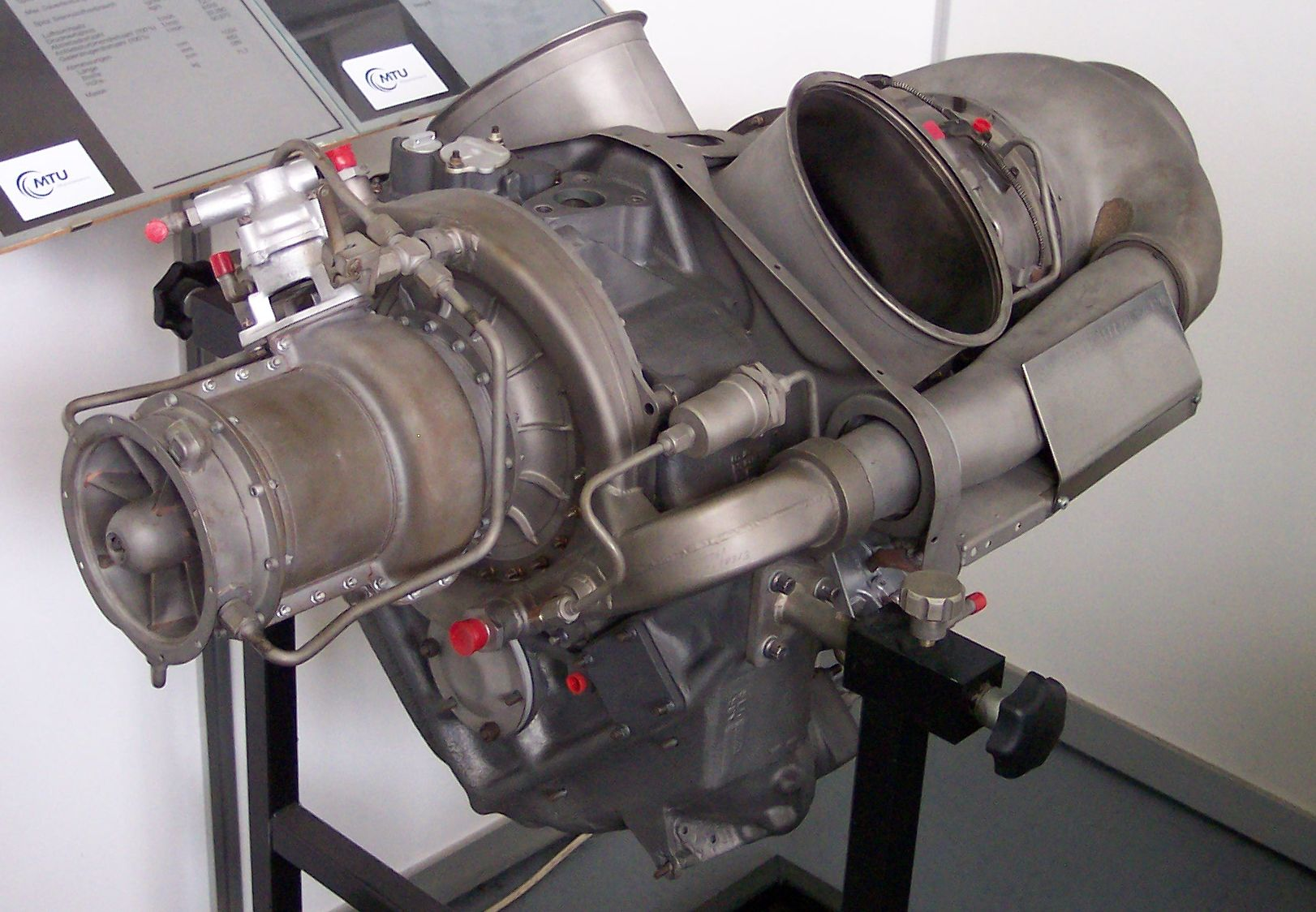
Bei MTU gefertigte Allison 250-C20B

Die Allison 250, militärische Bezeichnung Allison T63, ist ein Wellenleistungstriebwerk der US-amerikanischen Allison Engine Company, das als militärische Entwicklung ab etwa 1965 in erster Linie für den Einsatz in militärischen Hubschraubern vorgesehen wurde. Ab etwa 1967 fand es Eingang in den zivilen Hubschraubermarkt. Später wurde eine Abwandlung als Turboproptriebwerk für den Einsatz in Flächenflugzeugen entwickelt. Nach der Übernahme von Allison im Jahre 1995 durch die Rolls-Royce PLC wird das Triebwerk heute als Rolls-Royce M250 (zivil) oder Model 250 (militärisch) bezeichnet.
Es handelt sich um ein Zweiwellentriebwerk, das ab 1958 aufgrund einer militärischen Anforderung von Allison entwickelt und gebaut wurde. Überraschend ähnlich sieht der russische Entwurf Isotow GTD-350 aus, der etwa fünf Jahre später fertiggestellt wurde.
Der Erstflug des Triebwerks fand im Januar 1961 in einer Bell UH-13R statt. Sie wurde ab 1965 in der Hughes OH-6A in Serie eingesetzt, zunächst mit einer Leistung von 317 PS. Der Verdichter bestand bis zur Variante C30 aus einer Kombination von axialen und radialen Verdichterstufen. Das Triebwerk ist wirtschaftlich sehr erfolgreich. Bis 2018 wurden über 31.000 Einheiten ausgeliefert. Von 1979 bis 1983 wurde das Triebwerk in der Variante 250-MTU-C20B auch in Deutschland bei der MTU für die militärische Variante der Bölkow Bo 105 unter eigener militärischer Zulassung gefertigt.
Das Triebwerk wird noch heute (2013) hergestellt. Aktuelles Modell sind die Varianten Rolls-Royce M250 C40 und C47, die über ein FADEC verfügen und etwa bei der Bell 430 verwendet werden.
Die Turboprop-Variante findet aktuell Verwendung in der Britten-Norman BN-2T Turboprop (eine Britten-Norman BN-2 Islander mit Turboprops an Stelle von Kolbenmotoren) und deren militärischer Version, der Britten-Norman BN-2T Defender oder auch bei der Extra 500.
Rolls-Royce PLC plant ein VTOL-Lufttaxi mit hybrid-elektrischen Antrieb, bei dem das Triebwerk zum Laden der Akkus verwendet werden soll, die wiederum die Elektromotoren speisen.

## Beschreibung Allison T63

### Bezeichnung
Das Triebwerk Allison 250 wurde anfänglich als militärisches Gerät entwickelt und damals der Bezeichnungssystematik der US-Streitkräfte zufolge als T63 bezeichnet. Im danach folgenden zivilen Einsatz erhielt es die Bezeichnung „Allison 250“.

### Modularer Aufbau
Das Triebwerk ist modular aufgebaut und besteht aus den vier Hauptbaugruppen:
- Verdichter
- Brennkammer
- Getriebe
- Turbine

Für diese vier Module sind jeweils eigene Lebensdauergrenzwerte definiert; sie können im Rahmen von Wartungsmaßnahmen je nach Erfordernis durch den Betreiber getauscht werden. Das heißt, wenn ein Modul schadhaft ist, braucht nicht das gesamte Triebwerk zur Instandsetzung eingeschickt zu werden.

### Gasfluss
Die Luft wird im vorne angebrachten Kompressor verdichtet und dann mittels zweier Druckleitungen seitlich am Getriebe und dem Turbinenmodul vorbei zur hinten angebrachten einzelnen Umkehr-Rohrbrennkammer geführt. Die komprimierte Luft wird an deren Kopfende um 180 Grad umgelenkt, bevor sie in den eigentlichen Verbrennungsraum eintritt. Dort wird durch eine einzelne, zentral angeordnete Düse Kraftstoff eingespritzt. Durch eine einzelne seitlich versetzte Zündkerze wird das Kraftstoff-Luft-Gemisch entzündet. Von der Brennkammer gelangt das Gas in die Turbine. Nachdem das Gas den Turbinenabschnitt durchströmt hat, werden die Abgase durch eine V-förmige Abgasführung nach oben ausgestoßen. Zwischen Turbinenabschnitt und Verdichter befindet sich das Getriebe, welches das zentrale tragende Element des Triebwerks darstellt. An diesem sitzen auch die Flansche für die Aufnahme des Triebwerks in der Flugzeugzelle.

### Verdichter
Bis zum Baumuster Allison 250-C20B besteht der Verdichter aus sechs axialen Verdichterstufen sowie einer radialen Stufe. Die axialen Verdichterstufen sind von einem axial geteilten Edelstahlgehäuse umgeben, das auf den Ebenen der Laufräder mit einer speziellen Kunststoffauskleidung versehen ist, um ein optimales Spiel zwischen den Spitzen der Verdichterschaufeln und dem Gehäuse zu erreichen. Die axialen Rotorstufen stellen eine frühe Form des Blisk dar, d. h., es handelt sich um Laufscheiben mit integraler Beschaufelung, die in einem besonderen Feingussverfahren hergestellt wurden. Die einzelnen Scheiben werden mit Hilfe eines axialen Spannbolzens zusammengehalten. Bei späteren Baumustern wurde auf die axialen Verdichterstufen verzichtet.
Der Kompressor verfügt über insgesamt fünf Zapfluftabgänge. Am Verdichtereintrittsgehäuse befindet sich eine mit warmer Verdichterzapfluft betriebene Vereisungsschutzanlage. Die dafür benötigte Heißluft wird nach dem Radialverdichter entnommen. Bei Axialverdichterstufe fünf und sechs befindet sich das sogenannte Verdichterabblasventil. Dieses Ventil regelt die Luftmenge stufenlos in Abhängigkeit vom Betriebszustand (Teillast bzw. Volllast), um den Verdichter bei bestimmten Betriebszuständen zu entlasten.

### Getriebe
Das Getriebe ist das zentrale Teil des Triebwerks. In ihm sind beide Triebwerkswellen konzentrisch gelagert. Es beherbergt das Untersetzungsgetriebe für die Leistungsentnahme, die meisten Komponenten der Schmierung sowie ein Verteilergetriebe für die Hilfsantriebe. Das Getriebegehäuse ist aus Elektron gefertigt. Beim C20 bzw. C20B sind auf ihm auch der elektrische Startergenerator und die Kraftstoffregelanlage (bei Modellen der Bundeswehr mechanisch-pneumatisch gesteuert) installiert. Für das Triebwerk Allison 250 wurden Triebwerksregler verschiedener Hersteller angeboten, zum Beispiel sind für die Baumuster C20 und C20B Anlagen der Hersteller BENDIX (mechanisch-pneumatisch) und CECO (hydromechanisch) im Einsatz.

### Turbine
Das Turbinenmodul enthält zwei getrennte Abschnitte: Die zweistufige Gaserzeugerturbine und die zweistufige Arbeits- oder Leistungsturbine. Die als Hohlwellen ausgeführten Wellenzüge dieser beiden Abschnitte sind koaxial angeordnet und mechanisch nicht miteinander verbunden. Das expandierende Gas durchströmt zuerst den Gaserzeugerabschnitt und danach die Arbeitsturbine, in der die Wellenleistung erzeugt wird (sogenannte Zwei-Wellen-Auslegung).

### Schmierung
Die Schmierung wird durch eine Trockensumpfschmierung sichergestellt. Ölvorratsbehälter und Ölkühler befinden sich außerhalb des Turbinengehäuses und zählen zum Installationsumfang der jeweiligen Luftfahrzeugzelle. Die aus dem mittleren Turbinenölsumpf austretende Rückölmenge wird in einem außen liegenden, zum Triebwerk gehörigen Rückölbehälter gesammelt. Der Ölpumpenantrieb erfolgt von der Gaserzeugerwelle aus. Die Lager werden durch eine Sprühölschmierung versorgt. Eine Ausnahme bilden die Lager der Hauptabtriebswelle, die eine Ölnebelschmierung besitzen. Die Ölpumpe ist eine Zahnradpumpe mit einer Druckpumpe und vier Rückförderpumpen.
Der Öldruck wird durch ein Regelventil auf neun Bar begrenzt. Der Hauptstromölfilter besitzt ein Bypassventil. Es befinden sich vier Siebe im Ölkreislauf; zwei Sensoren, die auf metallische Späne reagieren, dienen als Spänewarngeber.
Die Ölpumpen und der Ölfilter befinden sich innerhalb des Getriebmoduls, von dem mittels Ölleitungen unter anderem auch die Hauptlager versorgt werden.

## Technische Daten
| Triebwerk | Masse in kg | Luftdurchsatz in kg/s | Verdichtungs- verhältnis | Startleistung (kW/WPS) | Dauerleistung (kW/WPS) | Höhe in mm | Breite in mm | Länge in mm |
| --------- | ----------- | --------------------- | ------------------------ | ---------------------- | ---------------------- | ---------- | ------------ | ----------- |
| C20B/F/J  | 73          | 1,230                 | 6,2:1                    | 313/420                | 313/420                | 571        | 483          | 986         |
| C20R      | 78          | 1,733                 | 7,9:1                    | 339/450                | 339/450                | 589        | 528          | 986         |
| B17D      | 90          | 1,624                 | 7,2:1                    | /420                   | /370                   |            |              |             |
| B17F      | 93          | 1,733                 | 7,9:1                    | 331/450                | /380                   |            |              |             |
| C30M      | 113         | 2,54                  | 8,6:1                    | /650                   | /540                   | 638        | 555          | 1041        |
| C30S      | 114         | 2,54                  | 8,6:1                    | /650                   | /501                   | 638        | 555          | 1041        |
| C30P      | 114         | 2,54                  | 8,6:1                    | /650                   | /501                   | 638        | 555          | 1041        |
| C40B      | 127         | 2,77                  | 9,2:1                    | /715                   | /613                   | 638        | 555          | 1040        |
| C47B/M    | 124         | 2,77                  | 9,2:1                    | /650                   | /600                   | 638        | 555          | 1040        |

## Produktionszahlen (31. Dezember 2005)
|          |                      | Verwendung   | Anzahl | Flugstunden |
| -------- | -------------------- | ------------ | ------ | ----------- |
| 1. Serie | B7/B15G              | Flugzeug     | 95     | 248.900     |
| 1. Serie | C10/T63-A-3/5        | Hubschrauber | 2515   | 6.430.400   |
| 1. Serie | C18/T63-A-700        | Hubschrauber | 3895   | 19.855.700  |
| 2. Serie | B17/B17F (alle)      | Flugzeug     | 1196   | 6.231.700   |
| 2. Serie | C20/T63-A-720 (alle) | Hubschrauber | 15.313 | 110.981.200 |
| 2. Serie | C20R (alle)          | Hubschrauber | 927    | 4.307.200   |
| 3. Serie | C28 (alle)           | Hubschrauber | 869    | 7.511.300   |
| 4. Serie | C30 (alle)           | Hubschrauber | 3170   | 15.788.800  |
| 4. Serie | C40                  | Hubschrauber | 273    | 523.100     |
| 4. Serie | C47 (alle)           | Hubschrauber | 793    | 1.579.300   |